# Policía del Chubut

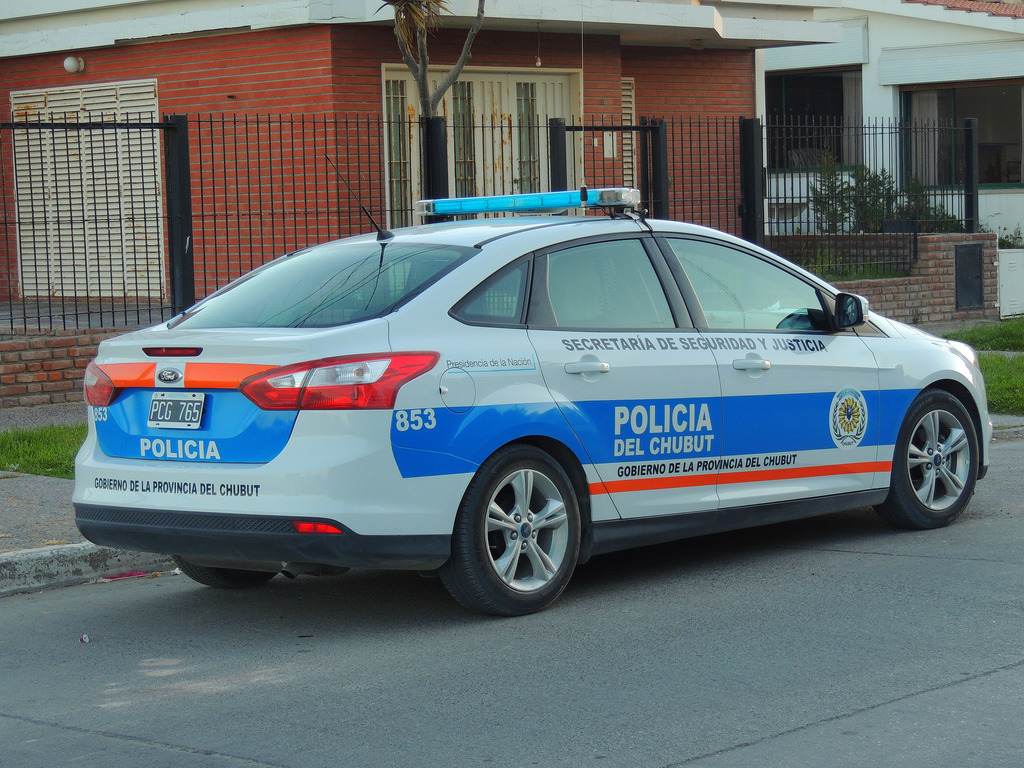
Un patrullero de la Policía del Chubut en Puerto Madryn

La Policía de la Provincia del Chubut o Policía del Chubut siglas PCH/PCHT es una de las 23 policías provinciales en la Argentina, está a cargo de la seguridad pública de los habitantes de la provincia del Chubut.
Organización

### Escala Jerárquica
La escala jerárquica del personal superior policial se organiza en las siguientes categorías:
- Oficiales Superiores (Comisario General  Crio Gral/Comisario Mayor Crio My/Comisario Inspector Crio Insp;
- Oficiales Jefes (Comisario Crio/Subcomisario Subcrio);
- Oficiales Subalternos(Oficial Principal Of Ppal/Oficial Inspector Of Insp/Oficial Subinspector Of Subinsp/ Oficial Ayudante Of Ayte).

La escala jerárquica del personal subalterno policial, se integra con:  
- Suboficiales Superiores(Suboficial Mayor Subof My/Suboficial Principal Subof Ppal/Sargento Ayudante Sgto Ayte/Sargento Primero Sgto Pro-Sgto lro/
- Suboficiales Subalternos(Sargento Sgto/Cabo Primero Cbo Pro-Cbo lro/Cabo Cbo)
- Tropa(Agente Agte)

### Comando Superior de la Policía
El comando superior de la Policía Provincia del Chubut(Pol Ch POL CHT), será ejercido por un funcionario designado por el Poder Ejecutivo, con el título de Jefe de Policía, siendo su asiento natural ciudad Capital Rawson.
El Jefe de Policía contará con las Asesorías y áreas necesarias que determine la reglamentación y será secundado por el Subjefe de Policía y la Plana Mayor Policial para el cumplimiento de los fines indicados, siendo las Direcciones de Seguridad(D-1), Recursos Humanos (B-1), Recursos Materiales, Policía Judicial y Género los órganos principales de la fuerza, contando a su vez con cuatro Áreas de Unidad Regional de Comodoro, Trelew, Puerto Madryn y Esquel -URCR-URT-URPM.URE- respectivamente. Corresponde al Jefe de Policía, conducir operativa y administrativamente la Institución y ejercer la representación de la misma ante otras autoridades.

## Historia
Su historia se remonta a la colonización. Este proceso se inicia con la llegada de los colonos galeses el 28 de julio de 1865, a la bahía Nueva en lo que hoy es Puerto Madryn. 
El 28 de junio de 1955, con la promulgación de la Ley N.º 14.408, quedaban provincializados los Territorios Nacionales de Argentina, a excepción de Tierra del Fuego. Esta Ley también suprimía la Gobernación Militar de Comodoro Rivadavia y así Santa Cruz y Chubut se dividían en Provincia. A partir de entonces, todas las Instituciones y Organismos Administrativos Territoriales, entre ellos la Policía, pasaban a la órbita del Gobierno Provincial. 
El Comisionado Federal, que fuera nombrado a efectos de llevar a cabo el proceso de institucionalización de la nueva Provincia, a través del Decreto Provincial N.º 5 designó al Sr. Duilio Germán Colángelo en la Jefatura de Policía, fijó la misma en Rawson y dispuso que la Policía de la Provincia del Chubut continuara ejerciendo sus funciones ajustada a las disposiciones del Estatuto Orgánico de la Policía de los Territorios (Ley N.º 13.030), hasta que la Legislatura Provincial modifique aquella ley. La primera Legislatura de la Provincia fue elegida el 23 de febrero de 1958.
El personal policial de la ex Gobernación Militar fue distribuido entre Chubut y Santa Cruz el 1 de octubre de 1956. Así la Policía de la Provincia del Chubut quedó conformada por: siete Inspectores Mayores; ocho Comisarios Inspectores; diecisiete Comisarios; veintisiete Subcomisarios; treinta y tres Auxiliares; treinta y ocho Oficiales; cuarenta y dos Ayudantes; cincuenta Escribientes; trece Sargentos Primeros; veinticinco Sargentos; cuarenta y un Cabos Primeros; cincuenta y tres Cabos; cuatrocientos cincuenta y nueve Agentes; Un Oficial Mayor Médico; tres Oficiales 4.ª Armeros; nueve Oficiales 7.ª Oficinistas y cinco Auxiliares 4.ª Oficinistas.
Nuestra Policía se creó en el año 1.955, pero no se promulgó el instrumento legal propio sino hasta el 17 de octubre de 1961. Ese día fue sancionada la Ley Orgánica Policial  N.º 356. El 3 de noviembre fue vetada parcialmente por el Poder Ejecutivo, por lo que volvió a la Legislatura donde el 7 de diciembre fue ratificada por Resolución N.º 744 y promulgada el 15 de diciembre de ese año.
Ha sido tomado entonces, como Día de la Policía, aquel 7 de diciembre de 1961 en que fue sancionada definitivamente la Ley Orgánica Policial Nº356, pero en realidad nació junto con la Provincia aquel 28 de junio de 1955.
La Ley N.º 356 fue derogada en octubre de l.970 por Ley 815 (Ley Orgánica de la Policía de la Provincia del Chubut). Esta última fue reglamentada recién en el año l.977 y desde entonces se encuentra vigentes con modificaciones que a lo largo de los años se fueron introduciendo, sin que ellas afecten su contenido esencial. Actualmente esta Ley se conoce como LEY XIX - Nº 5
El primer grupo de seguridad se llamó Guardia de colonos “Galenses”.
En 1884, se regularizó la cuestión de fronteras y territorios desocupados, con la Ley creación de Territorios Nacionales se creó el Territorio Nacional del Chubut y con él la primera policía. que con la provincialización del territorio se convertirá en 1955 en la institución actual, y desde allí comenzó el proceso de modernización y actualización de la fuerza, contando con diversos jefes a lo largo de su historia tanto del fuero civil como militar inclusive.

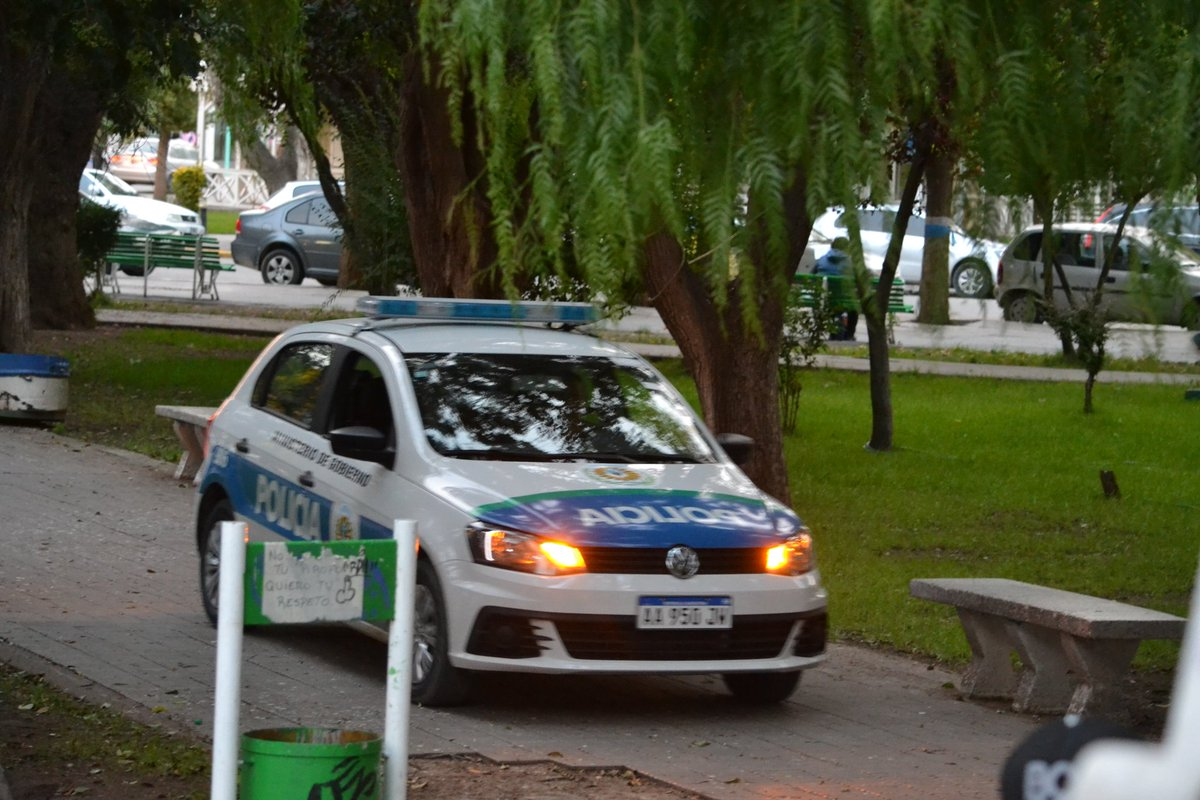
Patrullero Volkwsagen Gol Trend en la ciudad de Trelew zona de Comisaría Primera de dicha ciudad valletana.

### En elsigloXXI
El jefe Comisario General Juan Luis ALE jefe de Policía durante dos periodos (2003-2010 2016-2017) fue el primer numerario policial(en retiro en este caso) en ser diputado y  miembro de la  Honorable Legislatura de la Provincia del Chubut y propuso la creación de un sindicato dentro de la fuerza que representara al personal, citándose que un trabajador radica una denuncia ante la Organización Internacional del Trabajo (OIT)
El Comisario General Julio BLANCO, fue jefe hasta el 4 de enero de 2013, siendo reemplazado por  el Comisario General Luis Alberto BUTTAZZI, quien ejerció hasta el 20 de octubre de 2014, en que asumieron las nuevas autoridades. designados por el Poder Ejecutivo, siendo designado en el año 2022 el Comisario General BRANDT, César Ricardo y Crio Gral Campos en reemplazo de los Comisarios Generales ACOSTA, Victor Hugo y CAYUPIL, Luis respectivamente.

## Casos Notables.
Como la mayoría de fuerzas policiales argentinas, la de Chubut tuvo implicaciones durante el período del terrorismo de Estado, y la dictadura cívico-militar que se instauró en 1976. Durante ese período, la policía de Chubut realizaba espionaje sobre personalidades de la cultura, según consta en los archivos de inteligencia de la última dictadura militar, llegando a espiar al cantautor catalán Joan Manuel Serrat; la esposa del exvicepresidente Carlos 'Chacho' Álvarez, Liliana Chiernajowsky; Nicolás del Boca, padre de la actriz Andrea del Boca; y a Norberto Yahuar. En total se encontraron cerca de cinco mil documentos sobre tareas de espionaje de ciudadanos que aluden a la actividad de personas individualmente o en agrupaciones y fichas de ciudadanos, perseguidos por su actividad política o por su ideología.
Dos casos graves de brutalidad policial fueron denunciados en la década del 2000. 

### Caso Iván Torres

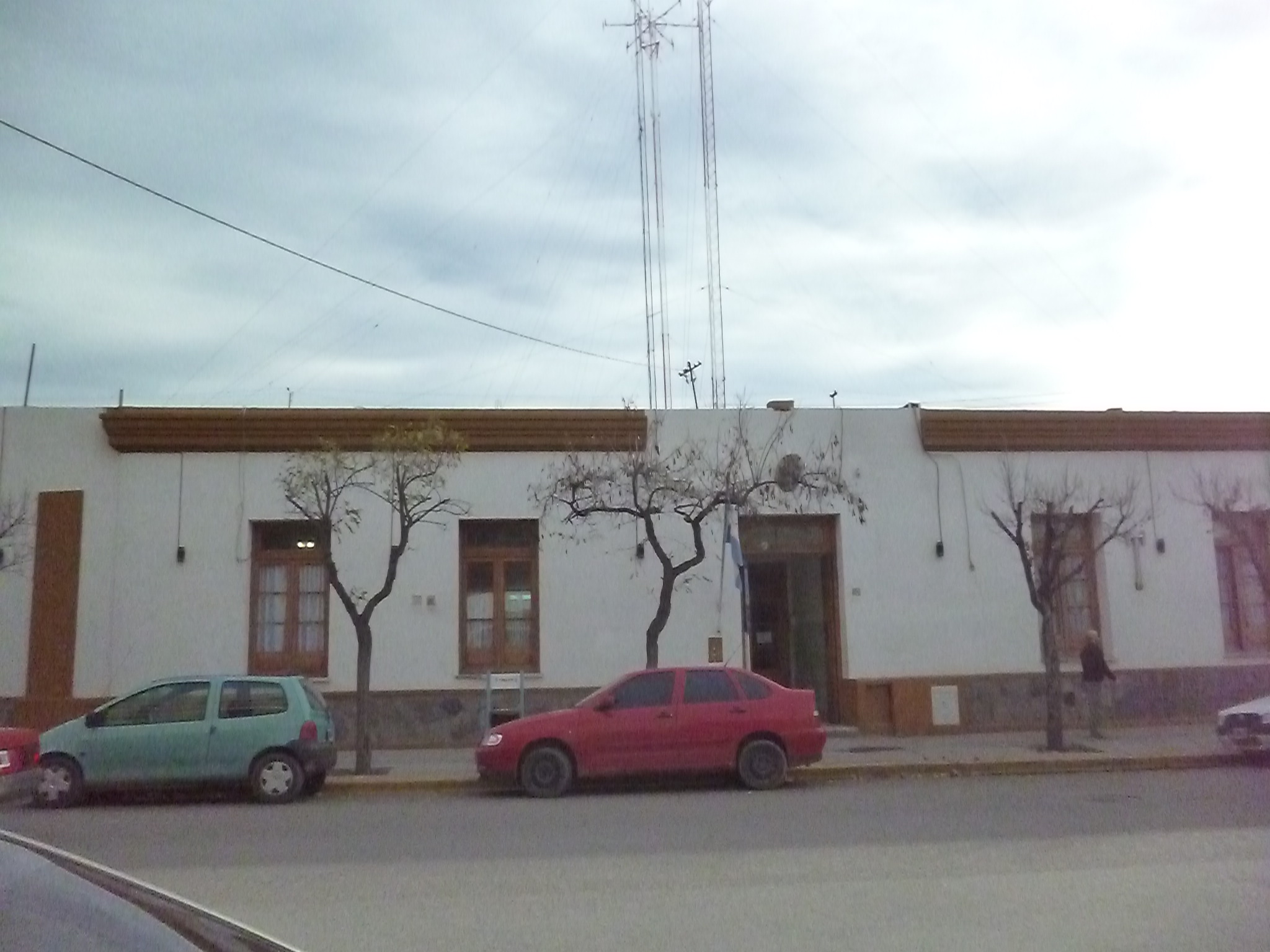
Fachada de la Comisaría Distrito Primera de la ciudad de Trelew, edificio que comparte con la Unidad Regional Trelew (URT) una de las cuatro unidades regionales con que cuenta la fuerza de seguridad, seguidas de Puerto Madryn hacia el Norte, Comodoro Rivadavia hacia el Sur y hacia el Oeste la Unidad Regional Esquel(AURE).

Por la desaparición forzada de Iván Torres, ocurrida en octubre de 2003 en la comisaría 1.ª de Comodoro Rivadavia, 16 oficiales fueron procesados.
En marzo de 2011 murió baleado Juan Caba, cuñado de Iván Torres y testigo clave en su desaparición. La policía de Chubut, el gobierno y la Justicia llevaron al Estado argentino al banquillo de la Corte Interamericana de Derechos Humanos, siendo la sexta muerte en el caso.

### Caso Corcovado
Otro caso de brutalidad policial ocurrió en marzo de 2009 en la localidad de Corcovado. En un operativo para capturar a un hombre, la policía mató a su hermano. También murió un policía. Luego se desató una serie de “allanamientos ilegales, torturas, violaciones y una desaparición”. Como ejemplo de la brutalidad policial denunciada se relató que: 
“Un grupo de policías encapuchados entró en una vivienda donde estaban una mamá, su hijo de 12 años y su hija, de 8, que se estaba duchando. Tiraron la puerta abajo, golpearon a la mujer y a su hijo, los tiraron al suelo y les apuntaron con un arma. Sacaron a la nena de los pelos de la ducha, desnuda, y abusaron de ella delante de la madre”.
El defensor público Omar López sostuvo que se instaló un "estado de sitio de hecho".